# 松平乗久
松平 乗久（まつだいら のりひさ）は、江戸時代前期の大名。上野国館林藩2代藩主、のち下総国佐倉藩主、肥前国唐津藩初代藩主。大給松平家宗家8代。官位は従四位下・和泉守、宮内少輔。

## 略歴
寛永10年（1633年）、館林藩主・松平乗寿の長男として誕生。承応3年（1654年）、父の死去により家督を継ぐ。このとき、和泉守から宮内少輔に遷任した。寛文元年（1661年）閏8月、下総佐倉へ移封され、延宝6年（1678年）1月23日に肥前唐津へ移封となった。
貞享3年（1686年）7月17日に江戸で死去した。享年54。跡を次男・乗春が継いだ。

## 系譜
父母
- 松平乗寿（父）
- 赤城氏 ー 側室（母）

正室
- 水野忠善の娘

子女
- 松平忠尚（長男）生母は正室[注釈 1]
- 松平乗春（次男）生母は正室
- 松平忠泰（九男）[注釈 2]
- 松平安乗
- 松平明乗
- 松平乗門
- 松平乗清
- 松平守惇
- 松平忠順
- 松平好乗
- 松平乗重
- 稲葉正相
- 松平近苗正室
- 松平乗包正室